# Trapano odontoiatrico

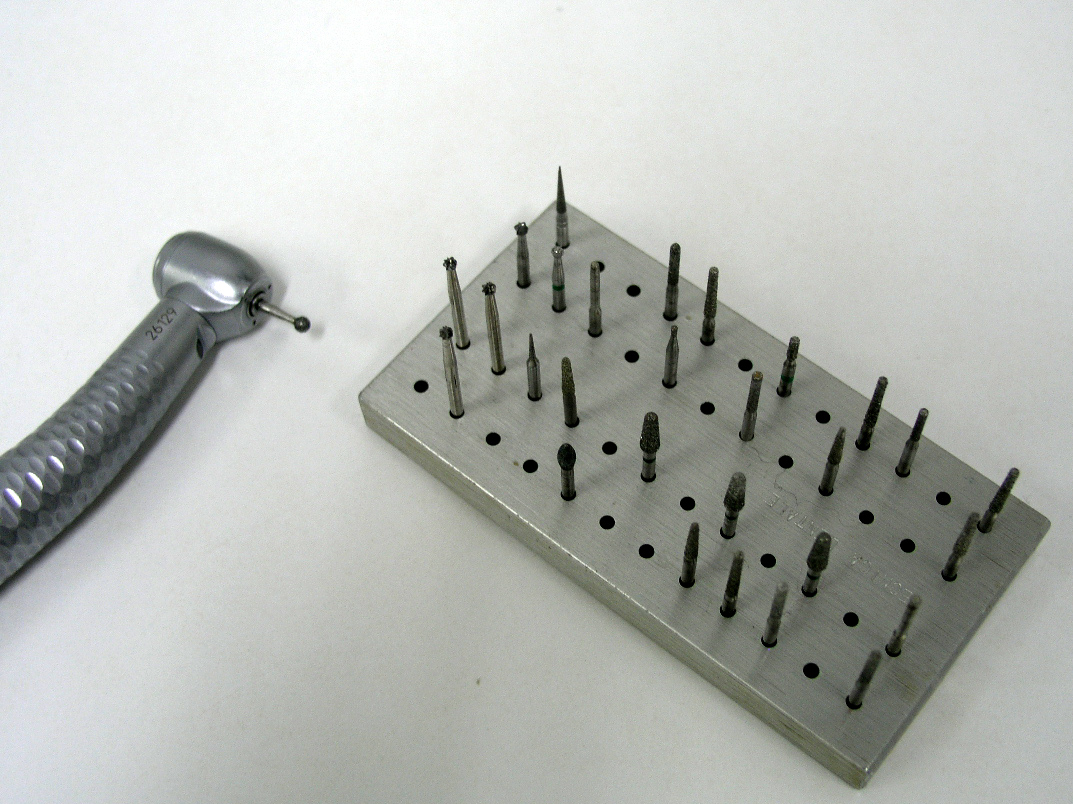
Trapano odontoiatrico e set di punte.

Il trapano odontoiatrico è uno strumento usato dai dentisti.

## Caratteristiche
I trapani odontoiatrici possono essere suddivisi in due categorie distinte:
- turbine: strumenti che per il loro funzionamento sfruttano l'azione dell'aria compressa;
- micromotori elettrici: veri e propri motori miniaturizzati, sui quali vengono montati terminali, che a seconda dell'angolazione possono essere chiamati contrangoli o manipoli.

Le turbine sono strumenti ad altissima velocità che, in certi casi, possono raggiungere i 500.000 giri al minuto mentre, solitamente, un micromotore raggiunge velocità non superiori a 40.000 giri al minuto. Le turbine hanno quindi una grande capacità di taglio, ma la coppia motrice è tendenzialmente ridotta rispetto ai micromotori, i quali, nel caso di particolari apparati utilizzati prevalentemente in campo implantologico, hanno la capacità di sviluppare momenti torcenti molto elevati e predeterminati.
Le turbine, grazie alla velocità raggiunta, permettono di eseguire velocemente e con taglio molto preciso le preparazioni sullo smalto necessarie ai vari campi dell'attività odontoiatrica, ma la sensibilità chirurgica associata all'uso dei micromotori è maggiore, in quanto questi ultimi sono più controllabili, specie con l'utilizzo di manipoli riduttori e/o moltiplicatori della velocità. Le pietre più comuni per evitare il danneggiamento dello smalto sono quelle di ossido di alluminio o più comunemente note come pietre dell'Arkansas. Sono utilizzate per una finitura ultrafine dei compositi, senza danneggiare lo smalto. Particolarmente indicate per la rifinitura rapida e precisa di: materiali in composito, rifinitura dello smalto, dei monconi, dei compositi e della ceramica. Non effettuano nessuna vibrazione in fase di lavorazione. I modelli sono diversi:
- forma: cilindro-conica
- forma: pallina
- forma: punta
- forma: fiamma 
Anche i micromotori possono raggiungere velocità adatte al taglio dello smalto, al pari delle turbine. Tali velocità, codificate attorno ai 200.000 giri al minuto, sono raggiungibili tramite contrangoli moltiplicatori. Sono già in uso da molti anni contrangoli moltiplicatori che, appunto, moltiplicano fino a cinque volte una velocità iniziale di 40.000 giri al minuto. Rispetto alle turbine hanno una coppia motrice molto più alta, il che si traduce in una maggiore velocità di taglio a regime. Da non trascurare anche i vantaggi in termini di possibili trasmissioni di infezioni da paziente a paziente, in teoria più facili a verificarsi con le turbine. 
Inoltre ci sono le Punte ad Ultrasuoni che si collocano sul manipolo di apparecchiature ad ultrasuoni per realizzare l'igiene dentale. Questa punta è utilizzata per la rimozione di tartaro sopragengivale su elementi anteriori e dai colletti dei molari. Esistono Punte ad Ultrasuoni per distinte marche e ognuna di essa ha un attacco differente. Quando si acquista una punta ad ultrasuoni è necessario tenere in considerazione che queste siano compatibili con la marca del manipolo dell'apparato ad ultrasuoni di cui si dispone.